# Stéphane Sarni
Stéphane Sarni, né le 31 août 1980 à Conthey dans le canton du Valais, est un joueur de football professionnel italo-suisse. Il mesure 180 cm et pèse 74 kg. Il joue en position de défenseur. Actuellement, en contrat jusqu'en juin avec le Stade Nyonnais FC

## Clubs successifs
1997-2001 : FC Sion

2000-2001 : AC Bellinzone

2001-2002 : Club Deportivo Onda 

2002-2004 : Servette FC

2004-2007 : FC Sion

2008-2010 : FC Sion

2011-2012 : Stade Nyonnais FC

2013- :     FC Monthey

## Palmarès
- Vainqueur de la Coupe de Suisse 2006 FC Sion,  Suisse
- Vainqueur de la Coupe de Suisse 2009 FC Sion,  Suisse